# Vologase III
Vologase III, anche riportato nella forma Vologese (in partico 𐭅𐭋𐭂𐭔 Walagash) (... – 147), è stato sovrano dell'Impero partico dal 110 al 147.
Succeduto al padre Pacoro II (80-105), regnò durante la guerra civile che afflisse il territorio dominato dai Parti. Vologase lottò per la supremazia al potere con il legittimo successore di Pacoro II, Osroe I (105-129), che esercitava la sua autorità in Mesopotamia. Poiché fu coinvolto nei conflitti in corso con l'Impero romano, in particolare dalle campagne organizzate dall'imperatore Traiano (98-117), Osroe non poté contrastare efficacemente Vologase. Benché Traiano si impossessò di Seleucia al Tigri e Ctesifonte spingendosi fino al Golfo Persico, le conquiste si rivelarono di breve durata e i romani abbandonarono le città nel 117.
Vologase III, i cui domini orientali non erano stati toccati dalle guerre, approfittò dello stato di debolezza di Osroe I per riconquistare i territori perduti e sconfisse definitivamente il suo rivale nel 129. Alla morte di Osroe I, Vologase III estese ulteriormente il proprio dominio sulla maggior parte dell'Impero partico, ma ben presto si scontrò con un nuovo avversario interno che desiderava governare, Mitridate V (129-140). Al contempo, Vologase III dovette preoccuparsi di difendere l'impero dalle incursioni degli Alani nella Cappadocia, in Armenia e in Media, oltre a reprimere una congiura che stavano organizzando alcuni nobili in Persia (140 circa).
Dopo la morte di Vologase, l'impero dei Parti fu infine riunito da Vologase IV (147-191), figlio del suo rivale Mitridate V.

## Nome
Vologase è la versione greca e latina derivante dal partico Walagaš (𐭅𐭋𐭂𐭔). Il nome è attestato anche in persiano moderno come Balāsh e in medio persiano come Wardākhsh (scritto anche Walākhsh). L'etimologia del nome non risulta chiara, anche se Ferdinand Justi ha teorizzato che Walagaš, la versione più antica del nome, rappresenti una crasi dei termini "forza" (varəda) e "bello" (gaš o geš in persiano moderno).

## Biografia

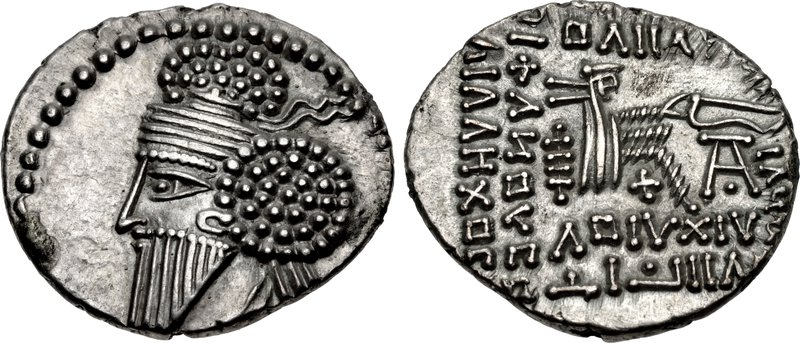
Moneta di Osroe I (r. 109-129)

Vologase III era il figlio di Pacoro II (regnante dal 78 al 110) e, durante gli ultimi anni di regno di suo padre, i due esercitarono il potere in maniera congiunta. Tuttavia, poco prima che Pacoro II morisse, ovvero nel 109, si fece avanti un pretendente al trono di nome Osroe I. Pacoro perì poco tempo dopo e, una volta che Vologase III salì alla massima carica, dovette subito preoccuparsi di portare avanti la lotta del padre con Osroe I per la corona partica. Quest'ultimo riuscì a impadronirsi della parte occidentale dell'impero, compresa la Mesopotamia, mentre Vologase III amministrava le regioni orientali. Nel 113, Osroe I violò il trattato di Rhandeia stipulato con l'impero romano nominando un suo fratello, Partamasiris, come sovrano d'Armenia dopo aver deposto Assidare, fratello di Vologase III. Tale evento fornì all'imperatore romano Traiano (r. 98-117) il pretesto necessario per invadere i domini partici e approfittare della guerra civile in corso tra Vologase III e Osroe I. Traiano conquistò l'Armenia e la convertì in una provincia romana nel 114. Nel 116, l'esercito romano riportò due importantissime vittorie quando si impadronì, nell'ambito delle campagne partiche di Traiano, di Seleucia al Tigri e di Ctesifonte, le principali città dell'impero dei Parti. Traiano si spinse addirittura fino al Golfo Persico, dove costrinse il sovrano vassallo partico del Characene, Attambelo VII, a pagare un tributo all'imperatore. Temendo che i Parti avrebbero scatenato una rivolta generale, Traiano cercò di ingraziarseli e insediò sul trono di Ctesifonte il figlio di Osroe I Partamaspate.

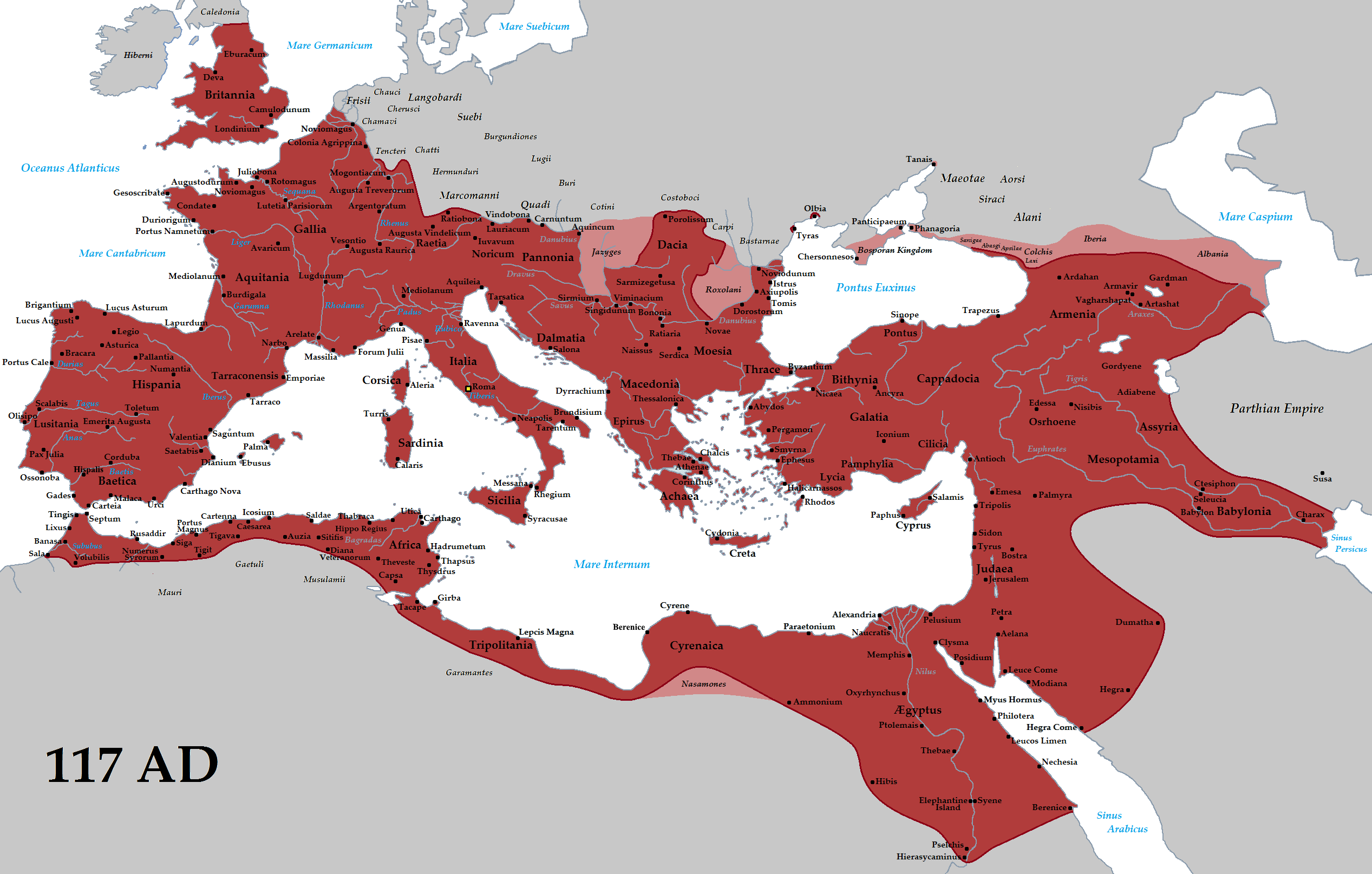
L'estensione dell'impero romano sotto Traiano (r. 98-117)

Tuttavia, questi risultati conseguiti da Roma furono di breve durata; si verificarono infatti presto delle sommosse in tutti i territori conquistati, con i Babilonesi e gli Ebrei che costrinsero le truppe romane ad abbandonare la Mesopotamia, mentre gli Armeni si ribellarono apertamente sotto la guida di un certo Sanatruk. Dopo la morte di Traiano nel 117, i Parti rimossero Partamaspate dal trono e ripristinarono Osroe I. Il successore di Traiano, Adriano (r. 117-138), rinunciò a quanto acquisito dal suo predecessore in Oriente e riconobbe la validità del trattato di Rhandeia, con il risultato che il principe partico Vologase divenne il nuovo re d'Armenia. Lo stato di indebolimento della parte occidentale dell'impero partico fornì a Vologase III, i cui domini orientali non erano stati toccati dalle guerre, l'opportunità di riconquistare i territori perduti e amministrati da Osroe I.
Vologase III riuscì infine ad esautorare definitivamente il suo acerrimo rivale nel 129. Poco dopo, però, si presentò un nuovo contendente che desiderava il potere, tale Mitridate V. Nel frattempo, Vologase III dovette dedicarsi anche a nuove minacce che si stavano profilando in diverse località dell'impero; nel 134, il re dell'Iberia, Farasmane II (r. 117-138) spinse i nomadi Alani a invadere i domini partici e romani. Le tribù di razziatori raggiunsero l'Albania caucasica, la Media, l'Armenia e persino la Cappadocia. Alla fine, gli stranieri vennero scacciati soltanto dopo due anni e pagando un prezzo molto alto, considerando che si dovette attingere a una percentuale consistente delle ricchezze dell'erario imperiale per reprimerli militarmente. A est, Vologase III cercò di incrementare le azioni politiche e militari come risposta al pericoloso allargamento dell'impero Kusana. Nel frattempo, nel 140, riuscì a surclassare e a costringere alla resa Mitridate V.
Sotto il successore di Adriano, Antonino Pio (r. 138-161), si verificarono dei disordini dopo che i romani nominarono di propria iniziativa un nuovo sovrano in Armenia. Vologase III, tuttavia, non osò opporsi, sia perché non era abbastanza potente, sia perché non voleva mettere in pericolo il fiorente commercio a lunga distanza con quella regione, con la quale lo Stato partico aveva intessuto stretti rapporti economici. Nel 147 il sovrano morì e gli successe il figlio di Mitridate V, Vologase IV, sempre nello stesso anno.

## Monetazione e sculture

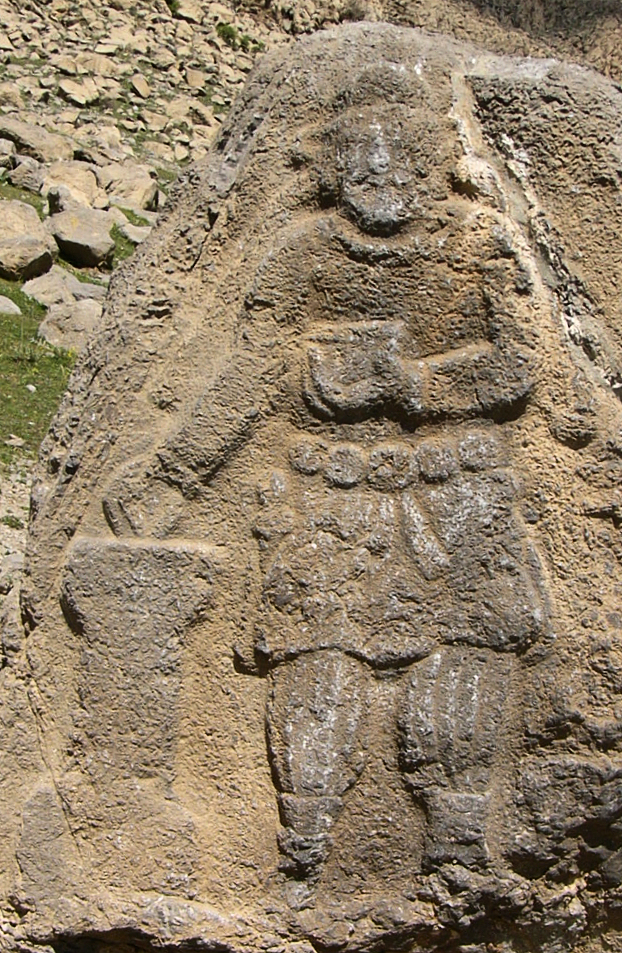
Scultura nella roccia di Vologase III sul monte Behistun, in Iran

Sotto Pacoro II, l'uso dell'immagine della dea greca Tiche sulla parte posteriore della monete partiche divenne più comune rispetto a quella del re seduto con l'arco, in particolare sui denari coniati da Ecbatana. Tale tendenza subì un'inversione sotto Vologase III, mentre rimase rara la raffigurazione di un tempio del fuoco sul rovescio delle sue monete. Sulla parte anteriore si può ammirare un suo ritratto con in testa la stessa tiara del padre. Un bassorilievo ritrovato sul monte Behistun, in Iran, raffigura un monarca partico sovente ritenuto dagli archeologi Vologase III.

### Fonti primarie
- Cassio Dione, Storia romana, lxix.15.

### Fonti secondarie
- (EN) David Bivar, The Political History of Iran under the Arsacids, in Ehsan Yarshater, The Cambridge History of Iran, 3(1): The Seleucid, Parthian and Sasanian Periods, Cambridge, Cambridge University Press, 1983,  pp. 21-99, ISBN 0-521-20092-X.
- Carlo Celentano, Il ruolo della Characene nella politica internazionale della prima metà del II secolo d.C., in ACME, vol. 69, n. 2, Università di Milano, 2016,  pp. 111-126.
- (EN) M.L. Chaumont, Armenia and Iran ii. The pre-Islamic period, in Ehsan Yarshater, Encyclopædia Iranica, II/4: Architecture IV-Armenia and Iran IV, Londra e New York, Routledge & Kegan Paul, 1986,  pp. 418-438, ISBN 978-0-71009-104-8.
- (EN) M.L. Chaumont e K. Schippmann, Balāš, Sasanian king of kings, in Encyclopaedia Iranica, III, Fasc. 6, 1988,  pp. 574-580.
- (EN) Edward Dąbrowa, The Arsacid Empire, in Touraj Daryaee, The Oxford Handbook of Iranian History, Oxford University Press, 2012, ISBN 978-0-19-987575-7.
- (EN) Leonardo Gregoratti, The Arsacid Empire, in Touraj Daryaee, King of the Seven Climes: A History of the Ancient Iranian World (3000 BCE - 651 CE), UCI Jordan Center for Persian Studies, 2017, ISBN 978-06-92-86440-1. URL consultato il 18 luglio 2022 (archiviato dall'url originale il 6 dicembre 2021).
- (EN) Mehrdad Kia, The Persian Empire: A Historical Encyclopedia, ABC-CLIO, 2016, ISBN 978-16-10-69391-2.
- Santo Mazzarino, L'Impero romano, Gius.Laterza & Figli Spa, 2014, ISBN 978-88-58-11679-1.
- (EN) Marek Jan Olbrycht, Parthian King's tiara - Numismatic evidence and some aspects of Arsacid political ideology, vol. 2, Cracovia, 1997,  pp. 27-61.
- (EN) Marek Jan Olbrycht, The Sacral Kingship of the early Arsacids I. Fire Cult and Kingly Glory, in Anabasis, Studia Classica et Orientalia, 2016,  pp. 91-106.
- (EN) Khodadad Rezakhani, Arsacid, Elymaean, and Persid Coinage, in Daniel T. Potts, The Oxford Handbook of Ancient Iran, Oxford University Press, 2013, ISBN 978-01-99-73330-9.